# Entschädigung
Eine Entschädigung ist eine Leistung, insbesondere eine Geldleistung, die zum Ausgleich erlittener Nachteile oder Einschränkungen geleistet wird. Während der Begriff des Schadensersatzes den zivilrechtlichen Ausgleich für solche Einbußen beschreibt, die im privaten Rechtsverkehr entstanden sind, pflegt man mit dem Begriff der Entschädigung vor allem den Ausgleich für Nachteile durch die öffentliche Hand zu verstehen (vgl. jedoch Entschädigung im Steuerrecht).

## Umfang
Ob und in welchem Umfange Schäden auszugleichen sind, hängt von der Natur ihrer Entstehung ab. Generell gilt aber, dass der Staat einem Bürger einen (wirtschaftlichen) Nachteil nur zumuten darf, wenn eine entsprechende Entschädigung vorgesehen ist. Für enteignende Gesetze sieht Art. 14 GG ein derartiges Junktim explizit vor. In anderen Fällen folgt die Entschädigungspflicht des Staates aber gleichfalls aus dem Grundgedanken des Eigentumsschutzes.
In etlichen Fällen regeln eigene Gesetze die Frage der Entschädigung, so das deutsche Justizvergütungs- und -entschädigungsgesetz (JVEG), das an die Stelle des früheren ZSEG (Gesetz über die Entschädigung von Zeugen und Sachverständigen) getreten ist, oder das Gesetz über die Entschädigung für Strafverfolgungsmaßnahmen (StrEG).
Einen mit großem öffentlichen Interesse diskutierten Sonderfall stellte die Frage dar, inwieweit die Bundesrepublik Deutschland oder auch größere Wirtschaftsunternehmen über zivilrechtlichen Schadensersatzpflichten hinaus zur Leistung einer Entschädigung für Zwangsarbeit während der Zeit des Nationalsozialismus schuldeten (siehe: Stiftung „Erinnerung, Verantwortung und Zukunft“).

## Steuerliche Veranlagung
Bei der Einkommensteuer sind Entschädigungszahlungen steuerlich begünstigt.
- Gar nicht der Einkommensteuer unterliegen generell Entschädigungen, die in keine der Einkunftsarten fallen. Dazu gehören z. B. Entschädigungen, die eine Versicherung aufgrund eines privaten Versicherungsvertrags leistet sowie das Schmerzensgeld.
- Daneben gibt es Entschädigungen, die aufgrund besonderer Befreiungsvorschriften von der Besteuerung ausgenommen sind: Kapitalabfindungen aufgrund der gesetzlichen Rentenversicherung, Abfindungen wegen einer vom Arbeitgeber veranlassten oder gerichtlich ausgesprochenen Auflösung des Dienstverhältnisses sowie Übergangsgelder und Übergangsbeihilfen aufgrund gesetzlicher Vorschriften wegen Entlassung aus einem Dienstverhältnis (durch Höchstbeträge begrenzt und nur noch bis 31. Dezember 2005).
- Für bestimmte Entschädigungen sind Tarifbegünstigungen vorgesehen:
  - Ersatz für entgangene oder entgehende Einnahmen – nicht ausschließliche, aber hauptsächliches Anwendungsgebiet ist die Abfindung im Arbeitsrecht
  - Ersatz für die Aufgabe oder Nichtausübung einer Tätigkeit – z. B. Zahlungen, die ein Konkurrenzunternehmen für die Verpflichtung leistet, die bisherige Tätigkeit nicht mehr auszuüben.
  - Entschädigungen für die Aufgabe einer Gewinnbeteiligung oder -anwartschaft
  - Ausgleichszahlungen an Handelsvertreter

## Entschädigungen zwischen Völkern
Entschädigungen gibt es auch zwischen Völkern; sie werden dann auch Reparationen genannt. Zum Beispiel gründeten die Vereinten Nationen nach dem Überfall des Irak auf Kuwait – 1990 unter Saddam Hussein – eine Reparationskommission. Der später von den USA besiegte Irak zahlte aus seinen Öleinnahmen an Kuwait 34 Milliarden Dollar (Stand Juli 2011).